# Lepadichthys
Lepadichthys – rodzaj ryb z rodziny grotnikowatych (Gobiesocidae).

## Klasyfikacja
Gatunki zaliczane do tego rodzaju:
- Lepadichthys akiko
- Lepadichthys bolini
- Lepadichthys caritus
- Lepadichthys coccinotaenia
- Lepadichthys ctenion
- Lepadichthys erythraeus
- Lepadichthys frenatus
- Lepadichthys lineatus
- Lepadichthys minor
- Lepadichthys sandaracatus
- Lepadichthys springeri